# オー・マイ・ラヴ
「オー・マイ・ラヴ」 (Oh My Love) は、1971年に発表されたジョン・レノンの個人名義第二弾アルバム『イマジン』に収録された、唯一の小野洋子との共作曲（ジョン・レノン&ヨーコ・オノ名義）である。
詞はヨーコが1968年に流月に流産した子に向けて書いた。
ジョンレノンアンソロジーにこの曲のアウトテイクが収録されている。

## 補足
- 日本のアイドルデュオ・Winkが、アルバム『Twin Memories』でカバー（歌詞は日本語訳）。
- 日本のバンド・100s (Hyaku-Shiki)が、ジョン・レノンのトリビュート・アルバム『HAPPY BIRTHDAY, JOHN』でカバー。
- この曲の他に「オー・マイ・ラヴ」の歌詞で始まる有名な曲には、ライチャス・ブラザーズのヒット曲『アンチェインド・メロディー』がある。